# Vasko Ševaljević
Vasko Ševaljević, né le 21 juin 1988 à Cetinje (Yougoslavie, aujourd'hui au Monténégro), est un joueur monténégrin de handball évoluant au poste d'arrière gauche.

## Palmarès

### En club
- Vainqueur du Championnat du Monténégro (1) : 2007
- Vainqueur du Championnat de Biélorussie (1) : 2013
- Vainqueur du Championnat de Macédoine du Nord (1) : 2021
- Vainqueur de la Coupe de Macédoine du Nord (1) : 2021

### En équipe nationale
- 22e place au Championnat du monde 2013, Espagne
- 16e place au Championnat d'Europe 2014, Danemark
- 16e place au Championnat d'Europe 2016, Pologne
- 16e place au Championnat d'Europe 2018, Croatie
- 18e place au Championnat d'Europe 2020, Autriche
- 11e place au Championnat d'Europe 2022, Hongrie et Slovaquie
- 18e place au Championnat du monde 2023, Suède et Pologne